# 今井康子
今井 康子（いまい やすこ、明治25年（1892年） - 昭和53年（1978年））は、日本の歌人。雅号葵明。

## 経歴
鳥取県米子市尾高町に生まれた。2代今井兼文の長女。
米子高等女学校（現米子西高校）卒業後、佐佐木信綱に師事し竹柏会『心の花』に属し、続いて斎藤瀏の『短歌人』後に斎藤史の『原型』の同人となる。
1946年歌集『麓』を発刊。ほかに1979年発刊の遺稿歌集『裾野原』がある。
日本画は川端画学校の岡村葵園の指導を受け、後に上村松園に師事した。
謡曲、茶道にも精進し、晩年まで後進の指導を続けた。

## その他
元米子市長野坂寛治の著書『米子界隈』215頁に
｢文明開化は書籍から―。今井書店がいよいよ堅実に営業して、いよいよ隆昌である。店舗の上側は以前活版所があった所、それが店の裏側に退き、更に今の所に後退し、退く度に発展した。三代前の今井兼文翁は岡山県の人、米子に落付いて商売と学問とを併せ進展された。村上斎伯父が始めては止めた書籍･活版を引継いでキッキョ経営されたから、一方は裏へ、一方は表で共に隆昌を伝えて三代である。現兼文翁、又父祖をはずかしめず、松江に鳥取に支店を開いて堅陣を布く。然して、女店員を採用したのは、山陰道において先駆である。また今井氏は総動員の謡曲一家である。さかのぼると今は昔、康子夫人が、米子で初めて恐らくは山陰道で初めてピアノの鍵を鮮やかに敲いて大人共をアッといわせたイタイケな姿を知る人も稀であろう。和歌は竹柏園同人、絵画は岡村葵園氏の直門、これでもかこれでもかである。｣とある。

## 関連
- 今井書店
- 上村松園
- 佐佐木信綱